# Gabriele Del Grande
Gabriele Del Grande (Lucca, 19 maggio 1982) è uno scrittore, giornalista e regista italiano.
Autore di reportage, libri e film su migrazioni, guerre e jihadismo nel Mediterraneo. Il suo blog Fortress Europe, online dal 2006, è stato il primo osservatorio europeo a fare luce sui naufragi dei migranti senza visto annegati lungo le rotte del contrabbando nel Mediterraneo.

## Biografia
Nasce a Lucca, secondo di sei figli, nel 1982 e cresce nel piccolo comune di Montecarlo (LU). Il padre, Massimo, lavora come cameriere. La madre, Sara, è casalinga. All'età di 18 anni si trasferisce a Bologna dove consegue una laurea in Storia, culture e civiltà orientali. Nel 2006, dopo aver frequentato un master in giornalismo alla Fondazione Basso mette online il blog Fortress Europe: il primo osservatorio europeo sui naufragi censiti dalla stampa internazionale lungo le rotte dell'immigrazione illegale nel Mediterraneo..
Da allora viaggia come giornalista freelance, anche se non iscritto all'albo, in oltre trenta paesi del Mediterraneo e del Sahel. I suoi reportage sulle migrazioni, sulle primavere arabe, le guerre in Libia e Siria e il jihadismo sono pubblicati tra gli altri su Internazionale, Times, Vocativ, Taz, RAI, Radio 3, L'Unità, Redattore Sociale, Peace Reporter. Con Infinito edizioni pubblica i libri Mamadou va a morire (2007), Il mare di mezzo (2010) e Roma senza fissa dimora (2009) e con Mondadori il libro Dawla. La storia dello Stato islamico raccontata dai suoi disertori (2018) e Il secolo mobile. Storia dell'immigrazione illegale in Europa (2023). Nell'aprile 2024 Del Grande porta a teatro il suo primo monologo multimediale: Il secolo è mobile. La storia delle migrazioni in Europa vista dal futuro, un viaggio per immagini e parole costruito con i testi del suo ultimo libro e le immagini degli archivi del Novecento. 
Nel 2014, insieme ad Antonio Augugliaro e Khaled Soliman Al Nassiry, realizza il documentario Io sto con la sposa che racconta la vera storia di cinque profughi palestinesi e siriani, sbarcati a Lampedusa, che per arrivare in Svezia mettono in scena un finto matrimonio coinvolgendo un'amica palestinese e una decina di amici che si fingono invitati. Così mascherati attraversano in corteo mezza Europa, tra il 14 e il 18 novembre 2013, sino ad arrivare a Stoccolma.Il film è stato presentato alla Mostra del Cinema di Venezia nel 2014 ed è stato distribuito in oltre quaranta paesi. 
Il 9 aprile 2017 Del Grande è arrestato a Reyhanlı, nella provincia di Hatay, in Turchia, vicino al confine con la Siria, nel corso di un'intervista a un disertore dell'ISIS. In seguito a una campagna di mobilitazione in Italia e all'interessamento del ministro degli Esteri, il 24 aprile 2017, dopo quindici giorni di detenzione, dei quali undici trascorsi in isolamento, viene liberato.

## Pubblicazioni
- Il secolo è mobile. La storia delle migrazioni in Europa vista dal futuro, 95 min, Roma, Zalab, 2024.
- Il secolo mobile. Storia dell'immigrazione illegale in Europa. Milano, Mondadori, 2023
- Dawla. La storia dello Stato islamico raccontata dai suoi disertori. Milano, Mondadori, 2018
  - Dawla: La historia del Estado Islámico contada por sus desertores Madrid, Oriente y Mediterráneo, 2019
- Io sto con la sposa, 98minuti, Milano, Gina Films, 2014
- Il mare di mezzo. Roma, Infinito, 2009
  - Das Meer zwischen uns. Flucht und Migration in Zeiten der Abschottung. Karlsruhe, Von-Loeper, 2011
  - Quemar la frontera. Madrid, Editorial Popular, 2012
- Roma senza fissa dimora. Roma, Infinito 2009
- Mamadou va a morire: la strage dei clandestini nel Mediterraneo. Roma, Infinito 2007
  - Mamadous Fahrt in den Tod. Die Tragödie der irregulären Migranten im Mittelmeer. Karlsruhe, Von-Loeper, 2008
  - Mamadú Va A Morir Madrid, Oriente y Mediterráneo, 2009

## Premi e riconoscimenti
Premio giornalistico Archivio Disarmo "Colombe d'Oro per la Pace" 2010